# Finale di Heineken Cup 2002-2003
La finale di Heineken Cup 2002-03 fu la gara di assegnazione del titolo di campione dell'8ª edizione della massima competizione europea per club di rugby a 15.
Si tenne il 24 maggio 2003 al Lansdowne Road di Dublino tra le due formazioni francesi di Perpignano e Tolosa e vide la vittoria per 22-17 di quest'ultima, che così si laureò campione europea per la seconda volta.

## Il percorso dei club finalisti

### Perpignano
Il club francese si aggiudicò per differenza punti fatti/subiti un girone equilibrato in cui tre squadre giunsero in testa a pari quota: infatti contro Gloucester e Munster vinse i propri incontri interni rispettivamente per 31-23 e 23-8 dopo avere perso in precedenza quelli esterni 16-33 e 21-30.
Punteggio pieno invece contro Viadana, battuta 46-27 in casa e 39-35 in Italia.
Nel proprio quarto di finale Perpignano vinse a Llanelli 26-19 grazie a 16 punti al piede dell'australiano Manny Edmonds, e in semifinale ebbe la meglio su Leinster, vincendo 21-14 a Dublino una partita in cui tutte le emozioni si concentrarono nella ripresa (primo tempo 3-0 per Leinster), ma che vide il club francese condurre 21-9 allo scadere prima che un'ininfluente meta di Gordon D'Arcy nel recupero accorciasse il divario.

### Tolosa
Percorso quasi netto per i francesi, che nel proprio girone subirono una sola sconfitta, peraltro irrilevante, solo a qualificazione acquisita: infatti, al punteggio pieno realizzato contro Edimburgo (30-9 in Scozia e 50-17 in casa) e Newport (34-19 in Galles e 70-18 interno) fece riscontro la divisione della posta con London Irish, sconfitto in Francia 28-23 e vittorioso a Londra nell'ultima partita del girone pr 32-29.
Al Municipal Tolosa batté l'inglese Northampton per 32-16 nel proprio quarto di finale, un incontro largamente dominato e chiuso con 13 punti di distacco, 19-6, già all'intervallo; nel secondo incrocio franco-irlandese di semifinale, Tolosa ebbe la meglio su Munster benché di strettissima misura, appena 13-12 grazie a una meta nei minuti finali di Frédéric Michalak.

## La finale
Per la prima volta nella storia della competizione la conquista del trofeo fu un affare interno tra club francesi; per Tolosa, già campione nel 1996, si trattava della seconda finale, mentre Perpignano era al suo esordio nella gara decisiva per il titolo.
A Lansdowne Road il più esperto club tolosano costruì la vittoria già nel primo tempo con una meta di Vincent Clerc e 14 punti al piede di Yann Delaigue per il perentorio 19-0 che chiudeva la prima frazione.
Perpignano tentò un recupero con i punti al piede di Manny Edmonds ma non andò oltre quattro piazzati; Tolosa non marcò che altri tre punti con Delaigue a fine tempo regolamentare, e nel tempo di recupero Bomati marcò la meta che servì solo a rendere meno netta la sconfitta di Perpignano, ridotta a soli cinque punti totali per un complessivo 22-17 a favore di Tolosa.
Con tale risultato il club della ville rose si aggiudicò la sua seconda coppa a distanza di sette anni dalla prima e raggiunse Leicester nel novero dei club pluricampioni d'Europa.
A titolo statistico, fu la prima finale a iniziare con un arbitro, l'inglese Chris White, e a terminare con un altro, il suo collega e connazionale Tony Spreadbury, in quanto White subì una contrattura a un muscolo della coscia durante uno scatto e non poté proseguire a dirigere.

## Tabellino dell'incontro
| Arbitro: | Chris White |

| |              | |
| Clerc 32’ | mt           | 80+5’ Bomati |
| Delaigue 32’ | tr           | |
| Delaigue 2’, 15’, 27’, 40’, 80’ | c.p.         | 44’, 51’, 58’, 70’ Edmonds |
| · Poitrenaud · E. Ntamack · Garbajosa · Jauzion · Clerc · Delaigue · Michalak · Lecouls · 14’ Bru · 73’ Poux · Gérard · Pelous · Bouilhou · 65’ Brennan · Labit | Formazioni   | · Souverbie · Bomati · Giordani · Manas · Cermeno · Edmonds · Loustau · Peillard · Konieckiewicz 58’ · Mas 60’ · Álvarez Kairelis · Thion · Le Corvec · Goutta · P. Murphy 65’ |
| · 14’ Servat · 65’ Maka · 73’ Soulette | Sostituzioni | · Dal Maso 58’ · de Besombes 60’ · Mallier 65’ |
| Guy Novès | Allenatori   | Olivier Saïsset |